# بينجامين فيدال
بينجامين فيدال (بالإسبانية: Benjamín Vidal)‏ هو لاعب كرة قدم تشيلي، ولد في 19 مايو 1996 في لو برادو في تشيلي. شارك مع منتخب تشيلي تحت 20 سنة لكرة القدم. أما مع النوادي، فقد لعب مع نادي أونيفرسيداد دي تشيلي ونادي أوهيجينس.

## وصلات خارجية
- بينجامين فيدال على موقع قاعدة بيانات كرة القدم.إي يو (الإنجليزية)
- بينجامين فيدال على موقع Soccerway.com (الإنجليزية)
- بينجامين فيدال على موقع عالم كرة القدم.نت (الإنجليزية)
- بينجامين فيدال على موقع AS.com (الإسبانية)